# Cercestis
Cercestis là một chi thực vật có hoa trong họ Ráy

## Hình ảnh

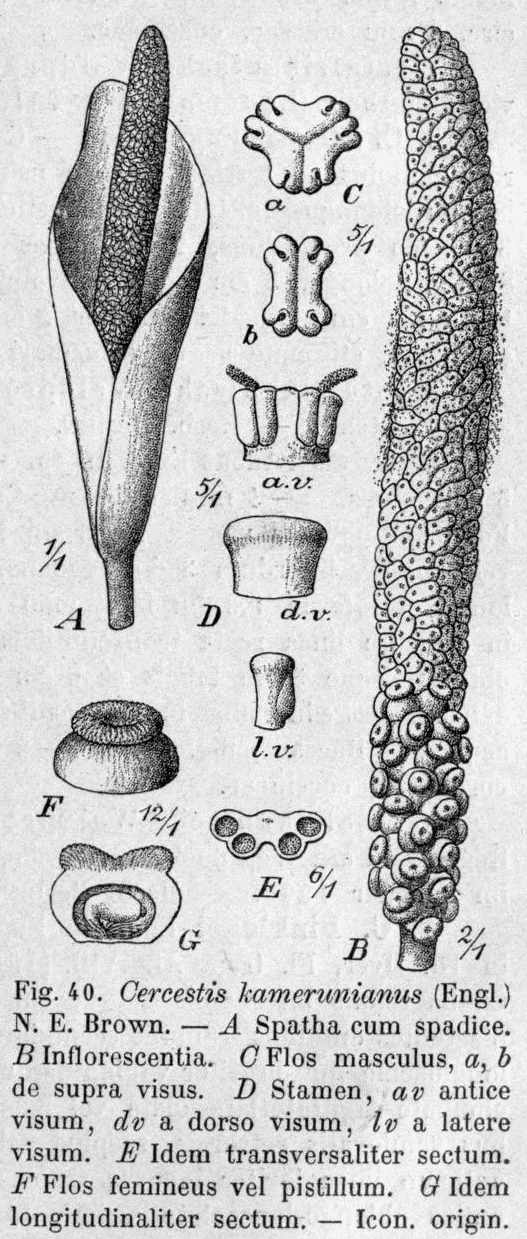

## Loài
Chi này gồm các loài sau: